# Большая Сестра (река)
Большая Се́стра (в верхнем течении — Сестра) — река в Московской области России, правый приток Ламы.
Длина — 55 км, площадь водосборного бассейна — 635 км², по другим данным длина — 45 км, площадь водосбора — 633 км². Берёт начало в 7 км северо-восточнее станции Чисмена Рижского направления Московской железной дороги вблизи деревни Шаблыкино. Большей частью протекает по территории Волоколамского городского округа. Впадает в Ламу в 51 км от её устья, около деревни Бородино городского округа Лотошино.
Равнинного типа. Питание преимущественно снеговое. Замерзает в середине ноября, вскрывается в середине апреля:7—8. По берегам в верхнем течении реки растут красивые смешанные леса:327—328. На реке находятся деревни Золево, Пристанино, Горки, Никиты, Еднево, Татищево, Любятино, Медведково, Поречье, Кузяево, Новое, Харланиха-1, Харланиха-2 и село Теряево.
В 1996 году в верхнем течении организован государственный природный комплексный заказник регионального значения Верховья реки Большой Сестры. В реке обитают редкие виды — обыкновенный подкаменщик, занесённый в Красную книгу России и Красную книгу Московской области, европейская ручьевая минога и европейский хариус, также занесённые в Красную книгу Московской области. Протяжённость реки в пределах заказника — около 11 км.

## Данные водного реестра
По данным государственного водного реестра России и геоинформационной системы водохозяйственного районирования территории РФ, подготовленной Федеральным агентством водных ресурсов:
- Бассейновый округ — Верхневолжский
- Речной бассейн — (Верхняя) Волга до Куйбышевского водохранилища (без бассейна Оки)
- Речной подбассейн — Волга до Рыбинского водохранилища
- Водохозяйственный участок — Волга от города Твери до Иваньковского гидроузла (Иваньковское водохранилище)

## Притоки
(расстояние от устья)
- 7,5 км: река Чёрная (лв)
- 14 км: ручей Буйгородский (лв)
- 20 км: река Локнаш (пр)
- 36 км: река Каменка (лв)
- 51 км: река Чисмена (лв)
- 52,5 км: река Селиваниха (пр)